# سان كليمنتي (قونكة)
بلدية سان كليمنتي (بالإسبانية: San Clemente)‏، هي إحدى بلديات مقاطعة قونكة إحدى مقاطعات إسبانيا، و التي تقع في منطقة قشتالة لا منتشا وسط البلاد, و المائلة لجهة الشرق من إسبانيا.
يبلغ عدد سكانها 6.879 نسمة وفقاً لإحصائية سنة (2007).